# Пер Елофссон
Пер Елофссон  (швед. Per Elofsson, 2 квітня 1977) — шведський лижник, олімпійський медаліст.

## Виступи на Олімпіадах
| Олімпіада           | Дисципліна         | Місце  |
| ------------------- | ------------------ | ------ |
| Нагано 1998         | 30 км              | 10     |
| Нагано 1998         | естафета 4 х 10 км | 4      |
| Солт-Лейк-Сіті 2002 | 15 км              | 5      |
| Солт-Лейк-Сіті 2002 | 30 км              | участь |
| Солт-Лейк-Сіті 2002 | 50 км              | 17     |
| Солт-Лейк-Сіті 2002 | дуатлон 10/10 км   | 3      |